# Charlton Park House

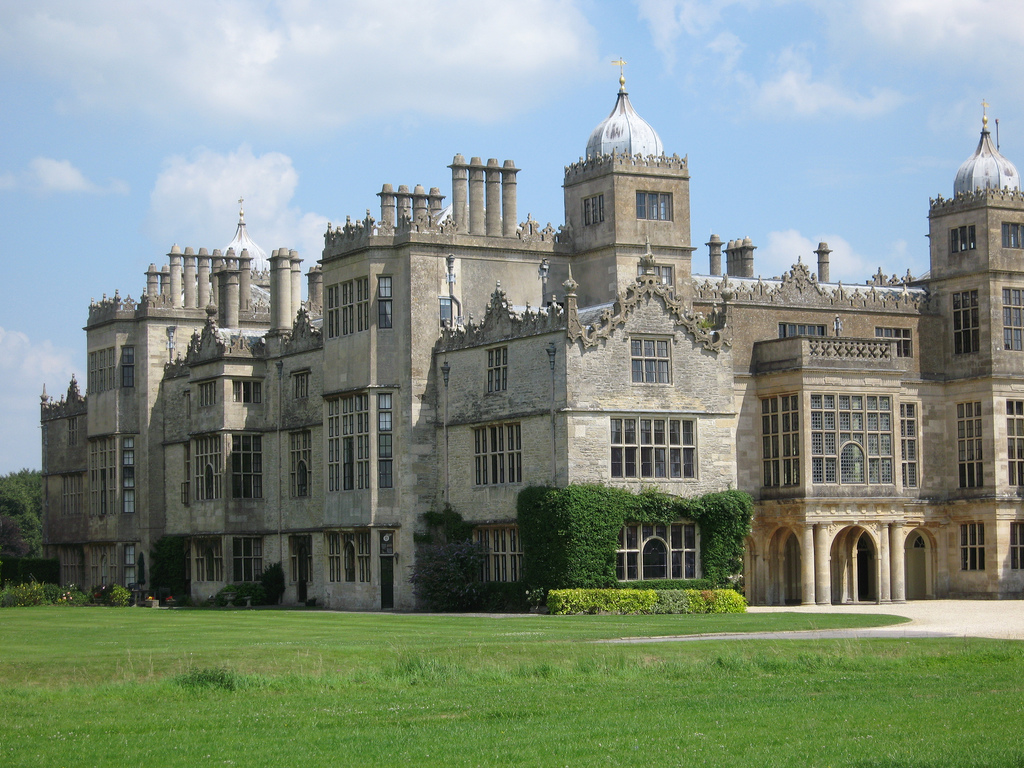
Charlton Park House

Charlton Park House ist ein Landhaus 3,2 Kilometer nordöstlich von Malmesbury in der englischen Grafschaft Wiltshire. English Heritage hat das hervorragende Beispiel eines jakobinischen Hauses als historisches Gebäude I. Grades gelistet.
Das umgebende Anwesen Charlton Park Estate gehörte den Earls of Suffolk seit der Reformation. Es handelte sich um Land, das früher zur Malmesbury Abbey gehörte. Das Landhaus wurde 1607 im Auftrag von Thomas Howard, 1. Earl of Suffolk, und seiner Gattin fertiggestellt.

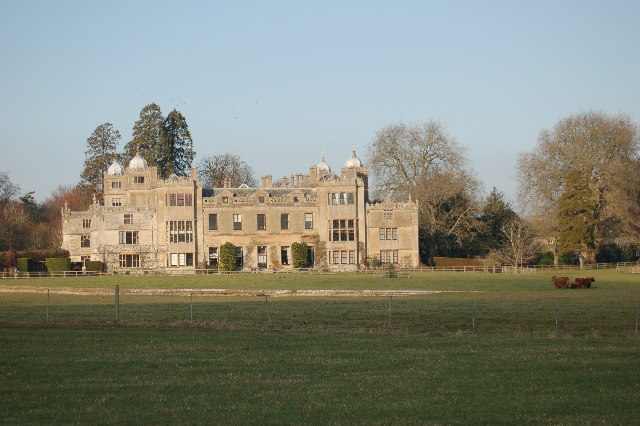
Charlton Park House

1975 wurde das Landhaus in Apartments umgebaut. Der heutige Earl, Michael Howard, 21. Earl of Suffolk, ist Eigentümer des Parks und der umgebenden, landwirtschaftlich genutzten Flächen. Im Park finden Firmenveranstaltungen und das WOMAD Charlton Park Festival statt.
Das kleine Dorf Charlton befindet sich unmittelbar östlich des Anwesens. Das Gemeindegebiet umfasst das Dorf und das Anwesen.

## Einzelnachweise

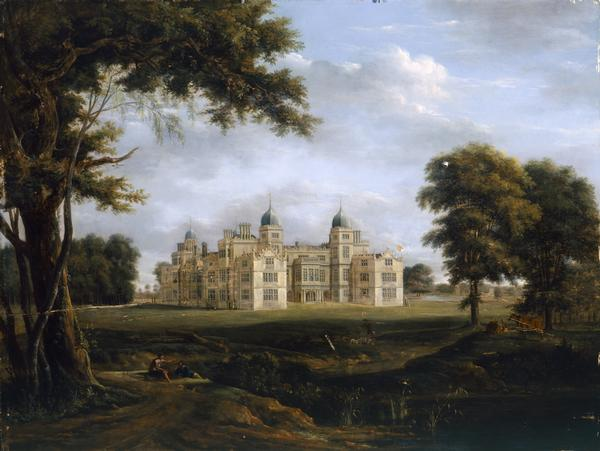
Charlton Park von Westen, Gemälde von Hendrik Frans de Cort